# Christian Wicky
Christian Wicky, né le 4 avril 1972 à Pompaples, est un chanteur rock vaudois.

## Biographie
Christian Wicky passe son enfance au Mont-sur-Lausanne. En 1990, il fonde le groupe rock Favez, avec lequel il sort son premier disque en 1993. En 1997, Favez signe des contrats avec le label allemand Stickman Records et le label américain Doghouse Records. Suivent des tournées en Europe et aux États-Unis et de nombreux enregistrements. Ainsi, le groupe Favez a publié plus de 15 disques et singles. Sous le nom The sad Riders, Christian Wicky sort en 2003 un album solo. L'album porte le titre : Lay your head on the soft rock. Un deuxième paraît en 2010 : In the end we allways win.
Parallèlement, Christian Wicky travaille pour plusieurs clubs à Lausanne. D'abord il s'engage pour La Dolce Vita, ensuite il fonde le club Le Romandie dont il devient le programmateur. À partir de 2003, il est sales manager chez IrascibleDistribution & Promotion, où il est responsable pour le département « Online ». Il participe également à la promotion d'artistes suisses comme Sophie Hunger, Heidi Happy, Stahlberger et Kummerbuben.
En 1994, Christian Wicky devient membre de la Société suisse pour les droits des auteurs d’œuvres musicales (SUISA) et en 2012 membre du conseil de la SUISA. Il est également membre du directoire des Acteurs de la scène musicale suisse. 
En 2016, une nouvelle collaboration musicale prend forme avec Jeff Albelda, Sandro Lisci, Gregory Wicky sous le nom The Company of Men. 